# Die Liebe ist der Frauen Macht
Die Liebe ist der Frauen Macht ist ein deutsches Stummfilm-Kriminalmelodram aus der Zirkuswelt mit Fern Andra. Es handelt sich um die letzte Regiearbeit ihres langjährigen Kompagnons Georg Bluen. 

## Handlung
Der reiche Brite Lord Mackenzie hat sich in die Zirkusdirektorentochter Fern verliebt. Er überschüttet sie mit Blumen und Einladungen zum Souper und sitzt überdies bei jeder Zirkusvorstellung in der Loge, um sie auf diese Weise tagtäglich sehen zu können. Doch Pferdespezialistin Fern zeigt ihrem hartnäckigen Verehrer stets die kalte Schulter, denn sie ist nur an dem Kunstreiter Ralph interessiert. Da der beharrliche Engländer nicht weiterkommt, greift er daraufhin zu höchst unfeinen Mitteln und kauft sämtliche Wechsel des hoch verschuldeten Direktors Albany auf. Mit diesem Druckmittel will er Fern dazu bringen, ihn doch noch zu erhören. Als der Vater angesichts seiner verzweifelten Lage ankündigt, sich umzubringen, lässt sich Fern nolens volens auf ein Rendezvous mit dem Lord ein. Dabei wird der Brite zudringlich, sodass sich Fern dazu genötigt sieht, ins Nebenzimmer zu fliehen und sich dort einzuschließen.
Wenig später wird Mackenzie erschossen aufgefunden. Der Verdacht, den Nebenbuhler ermordet zu haben, fällt sodann auf Kunstreiter Ralph, der Fern gefolgt war und ins Séparée Mackenzies eindrang. Fern muss annehmen, dass ihr Geliebter die Bluttat begangen hat, und so opfert sie sich ihm zuliebe und gesteht, dass sie den aufdringlichen Wüstling erschossen habe. Nach einiger Zeit aber kann der wahre Sachverhalt aufgeklärt werden: Der Kunstschütze Orlando, der gleichfalls ein Auge auf die eloquente Fern geworfen hatte, ist der wahre Täter: Um gleich zwei Nebenbuhler mit einem Schlag loszuwerden, hatte er sich mit seinem Gewehr in einem gegenüberliegenden Zimmer auf die Lauer gelegt und im günstigen Moment den Lord zu seinen Ahnen geschickt. Zeitgleich sorgte er dafür, dass Ralph von dem Stelldichein seiner Liebsten mit dem Verblichenen erfuhr. Der Kunstschütze wird seiner gerechten Strafe zugeführt, und Fern und Ralph können sich nun endlich in die Arme sinken.

## Produktionsnotizen
Die Liebe ist der Frauen Macht, mit dem Untertitel Kabale und Liebe im Zirkus, passierte die Filmzensur am 23. Oktober 1924 und wurde am 17. Dezember desselben Jahres uraufgeführt. Der mit Jugendverbot belegte Sechsakter besaß eine Länge von 2278 Meter. 
Die Filmbauten stammen von Bernhard Schwidewski und O. F. Werndorff.

## Kritik
Wie viele Andra-Rührstücke seit dem Ersten Weltkrieg spielte auch diese Geschichte in der Zirkuswelt. Darauf ging auch die damalige Filmkritik ein.
So heißt es im Kino-Journal: „Wie oft wir auch schon Gelegenheit hatten, das Zirkusmilieu im Film verwertet zu sehen, hier ist die richtige Stimmung mit besonderem Raffinement herausgearbeitet, so daß man wirklich zu gleicher Zeit den Genuß einer Kinovorstellung und einer Zirkussensation genießen kann. Interessante Bilder voll Spannung folgen einander in raschem Wechsel.“